# Reich Wadai

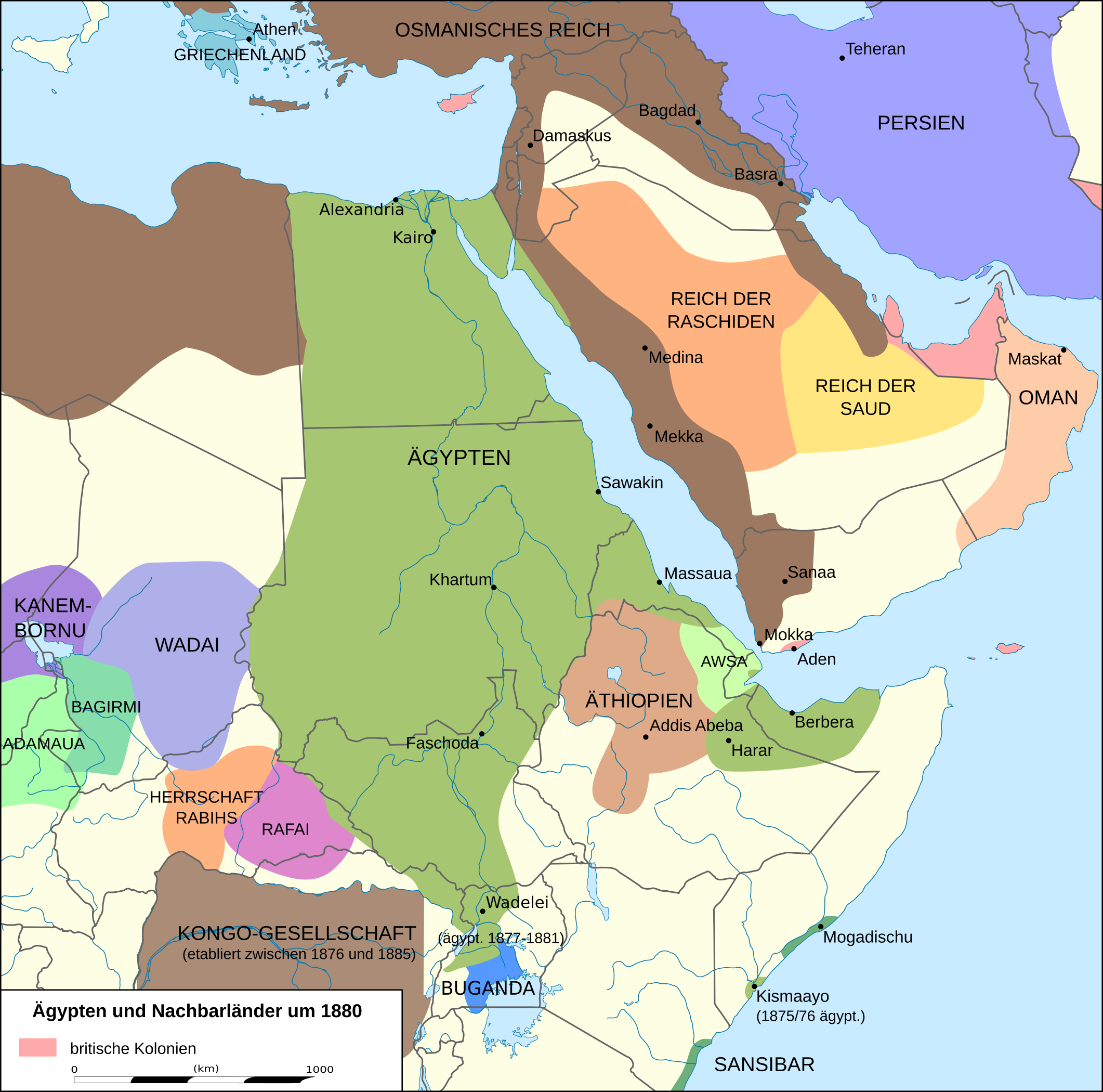
Ausdehnung Wadais (blaue Fläche südwestlich der Bildmitte) 1880

Wadai  (arabisch وداي, DMG Waddāi, frz. Ouaddaï) war das Reich der Maba (Wadai) im Osten der Sudanregion im Wadai-Gebiet des Tschad, das sich im 15. oder 16. Jahrhundert bildete und im 18. Jahrhundert unabhängig wurde.
Die Amtssprache des Reiches war Maba.
Wadai lag an der östlichsten Transsahara-Route und produzierte Kupfer als Handelsgut. Im 16. Jahrhundert eroberte eine Dynastie der Tunjur das Gebiet der Daju (Dar Sila) in Wadai und im östlich angrenzenden Darfur. Eine Gruppe von Daju floh nach Westen, die andere blieb.
Wadai befand sich zwischen den benachbarten Reichen von Kanem-Bornu und dem Fur-Sultanat, denen es zeitweilig tributpflichtig war. Von 1635 bis 1653 führte der islamische Prediger Abd el Karim einen Dschihad gegen die Tunjur, gelangte an die Macht und kämpfte erfolgreich für die Unabhängigkeit des Reiches. Um 1640 gründete er Ouara (Wara) als Hauptstadt. Das Hauptgebäude der Stadt innerhalb eines 10 Hektar großen ummauerten Bereiches war ein massiver Bau aus gebrannten Ziegeln mit 7 Meter hohen und 2,5 Meter dicken Wänden. Durch den Glaubenseifer des Arabers Abd el Karim und missionierende Sufi-Heilige aus dem Funj-Sultanat breitete sich im 17. Jahrhundert der Islam in Wadai aus. 1846 nutzte der Kolak (Herrschertitel) der Wadai interne Auseinandersetzungen in Kanem-Bornu, eroberte mit einer Streitmacht von etwa 7000 Reitern die zu Bornu gehörenden Provinz Kanem, brannte die Stadt Kukawa nieder und errang die Oberherrschaft über Baguirmi. Gegen eine beträchtliche Summe in Silber zogen sich die Wadai dann aus dem Reich Kanem-Bornu zurück.
Wadai fehlten Handwerker, und so überfiel es 1806 und 1870 die Stadt Massenya, um dort lebende Schmiede, Lederarbeiter usw. zum Umzug in ihre Hauptstadt zu nötigen und mit ihnen eine eigene Handwerksproduktion aufzunehmen. Die mehreren tausend Handwerker erhielten dort spezielle Privilegien am königlichen Hof. Die Hauptstadt wurde um 1850 von Ouara nach Abéché verlegt. Unter dem Kolak Al-Sharif erhielt die Sufi-Bruderschaft der Sanussiya außerordentlichen Einfluss auf das Reich. 1874 wurden die Sanussiya gebeten, einen Thronfolgerstreit zu schlichten. Sie entschieden sich für ihren eigenen Kandidaten Kolak Yussuf.  Wadai wurde damit zu einer Art Vasallenstaat des religiösen Handelsimperiums der Bruderschaft. Die Transsahararoute von Bengasi über Wadai wurde dank der politischen Stabilität Wadais im späten 19. Jahrhundert zur profitabelsten Route vom Mittelmeer nach Subsahara-Afrika. 1909 wurde Wadai von den Franzosen unterworfen und ebenso wie die angrenzenden kleinen Sultanate Dar Sila und Dar Masalit der französischen Kolonie Französisch-Äquatorialafrika angegliedert.